# Salutation au Soleil (Zadar)
Salutation au Soleil ou Salut au soleil est une œuvre d'art construite en 2008 située dans la ville de Zadar en Croatie. Elle consiste en un ensemble de panneaux de verre situé au sol, sous lequel sont situés des panneaux solaires et des jeux de lumières, le tout représentant le Soleil et les planètes du système solaire. Elle est créée par Nikola Bašić, qui a également conçu l'Orgue des mers, située à proximité.